# Gabrielle Prota
Gabrielle Prota (n. a Nàpols, 1755 - 1843) fou un compositor italià. El seu avi Ignazio Prota (1690-1748) també va ser compositor.
Va ser mestre de capella de la Basílica de Santa Clara de la capital de la Campània i va compondre un gran nombre d'obres religioses per a veus femenines, entre les quals cal citar un Missa, per a quatre sopranos i orgue; Lletanies, per a quatre sopranos, i Miserere, per a quatre sopranos i orgue.